# Hipolit Wawelberg

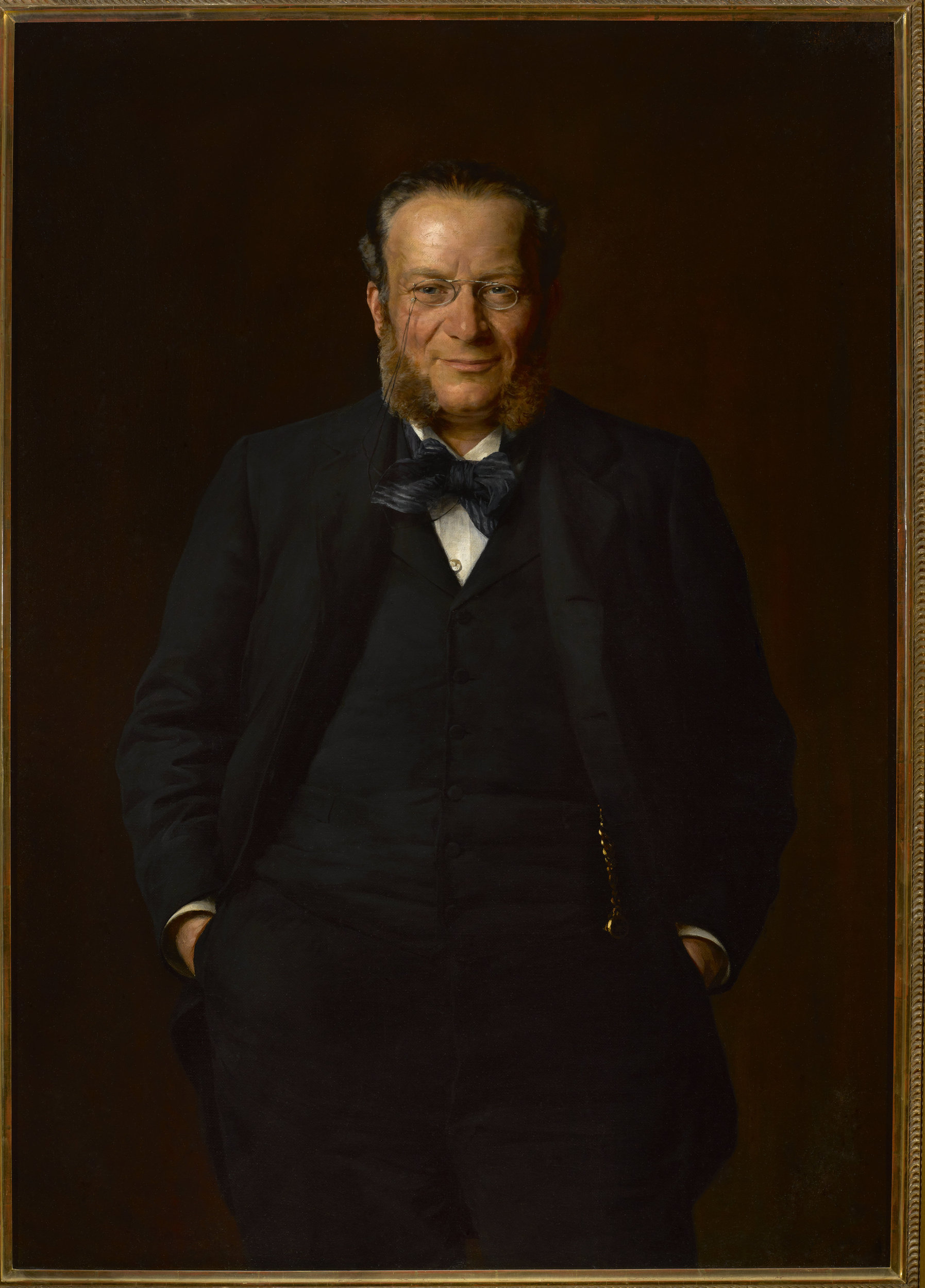
Hipolit Wawelberg – portret olejny Kazimierza Pochwalskiego z 1893

Hipolit Wawelberg (ur. 8 maja 1843 w Warszawie, zm. 20 października 1901 w Wiesbaden) – polski finansista, działacz społeczny i gospodarczy oraz filantrop żydowskiego pochodzenia.

## Życiorys
Absolwent Gimnazjum Realnego w Warszawie i Instytutu Agronomicznego w Warszawie. Brał udział w powstaniu styczniowym, po którym wyjechał, aby uniknąć represji, na studia w Akademii Handlowej w Berlinie.
Od 1864 roku był współwłaścicielem Domu Bankowego H. Wawelberg, założonego w 1847 roku przez jego ojca Henryka. Spółka posiadała filię w Petersburgu. Była to jedna z największych w tamtym czasie prywatnych instytucji finansowych.
Współzałożyciel Muzeum Przemysłu i Rolnictwa w Warszawie (1875) i członek Rady Banku Handlowego w Warszawie (1890-1900). W 1895 roku ufundował wraz ze swoim szwagrem Stanisławem Rotwandem Szkołę Mechaniczno-Techniczną H. Wawelberga i S. Rotwanda.

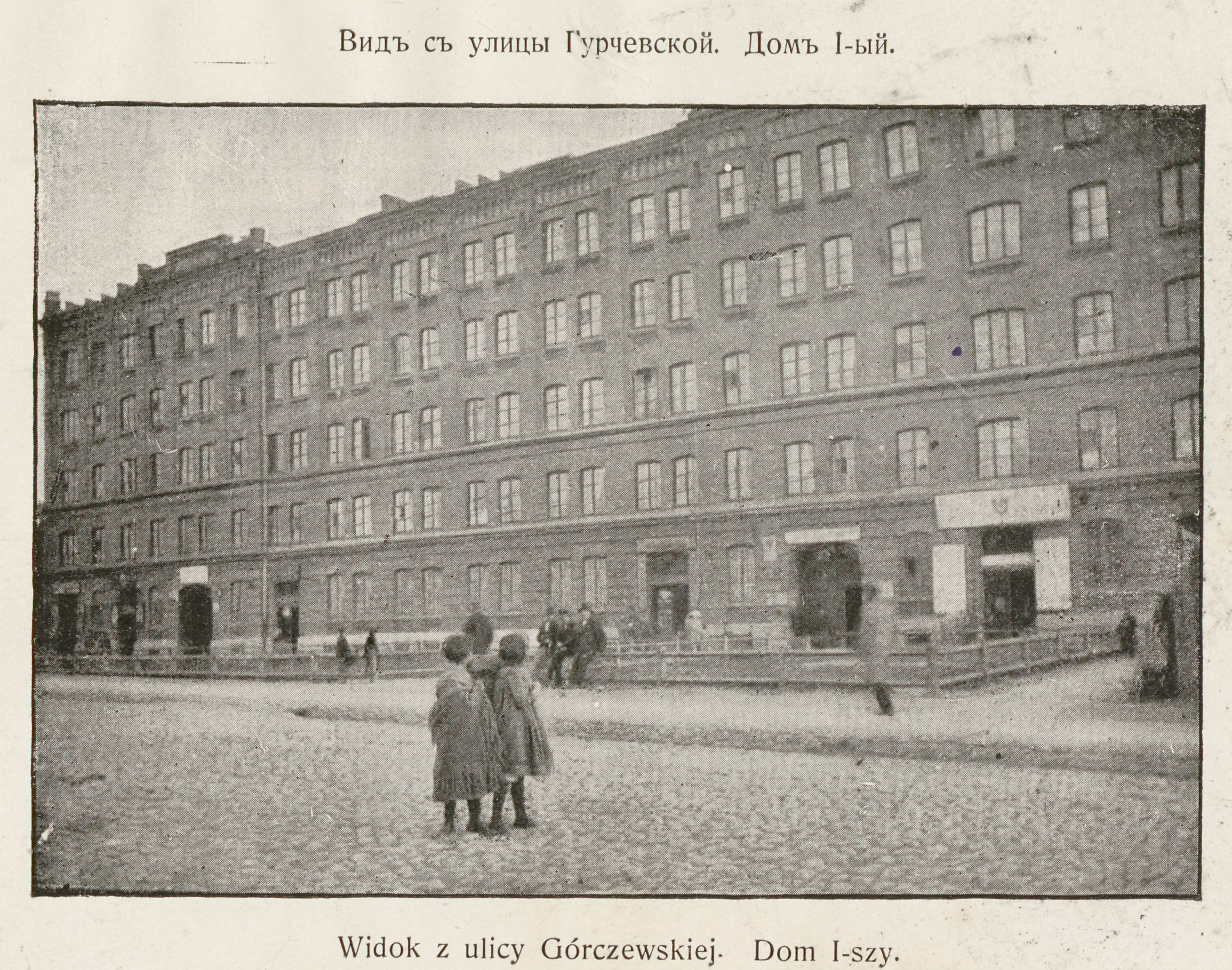
Jeden z budynków Kolonii Wawelberga, ok. 1904

Utworzył w 1898 r. Fundację Tanich Mieszkań dla warszawskich robotników im. Hipolita i Ludwiki Wawelbergów. Fundusz na ten cel utworzył w postaci darowizny w wysokości 300 tys. rubli z okazji pięćdziesiątej rocznicy założenia banku. Pozwoliło to na budowę mieszkań dla robotników na warszawskiej Woli w rejonie dzisiejszych ulic Wawelberga, Górczewskiej i Działdowskiej wchodzących w skład Kolonii Wawelberga oraz dla ubogiej inteligencji przy ulicy Ludwiki.
Współzałożyciel petersburskiego tygodnika „Kraj”. Wspierał druk tanich wydań dzieł literackich znanych pisarzy polskich, m.in. Henryka Sienkiewicza, Elizy Orzeszkowej i Bolesława Prusa. Przyczynił się do wydania pierwszego popularnego wydania dzieł Adama Mickiewicza, a później do budowy jego pomnika w Warszawie.
Jego żoną była Ludwika Wawelberg (1852–1927) z domu Bersohn (Berson), pochodząca ze sławnej warszawskiej rodziny. Małżeństwo miało córkę i dwóch synów: Jadwigę Berson, Michała Wawelberga i Wacława Wawelberga.
Pochowany na cmentarzu żydowskim przy ulicy Okopowej w Warszawie (kwatera 20, rząd 3).

## Upamiętnienie
- W 1928 jego imieniem nazwano ulicę na warszawskiej Woli[9].

- Prywatna Wyższa Szkoła Businessu i Administracji oraz Prywatne Liceum Ogólnokształcące nr 51 im. Hipolita Wawelberga, które pielęgnuje tradycje szkoły założonej przez H. Wawelberga.
- 21 maja 2017 roku powstał mural przedstawiający Hipolita i Ludwikę Wawelbergów, namalowany na ścianie garaży, znajdujących się przy ulicy Górczewskiej 15 na terenie Kolonii Wawelberga; został namalowany w ramach 3. edycji Święta Kolonii Wawelberga[10][11].

## Galeria

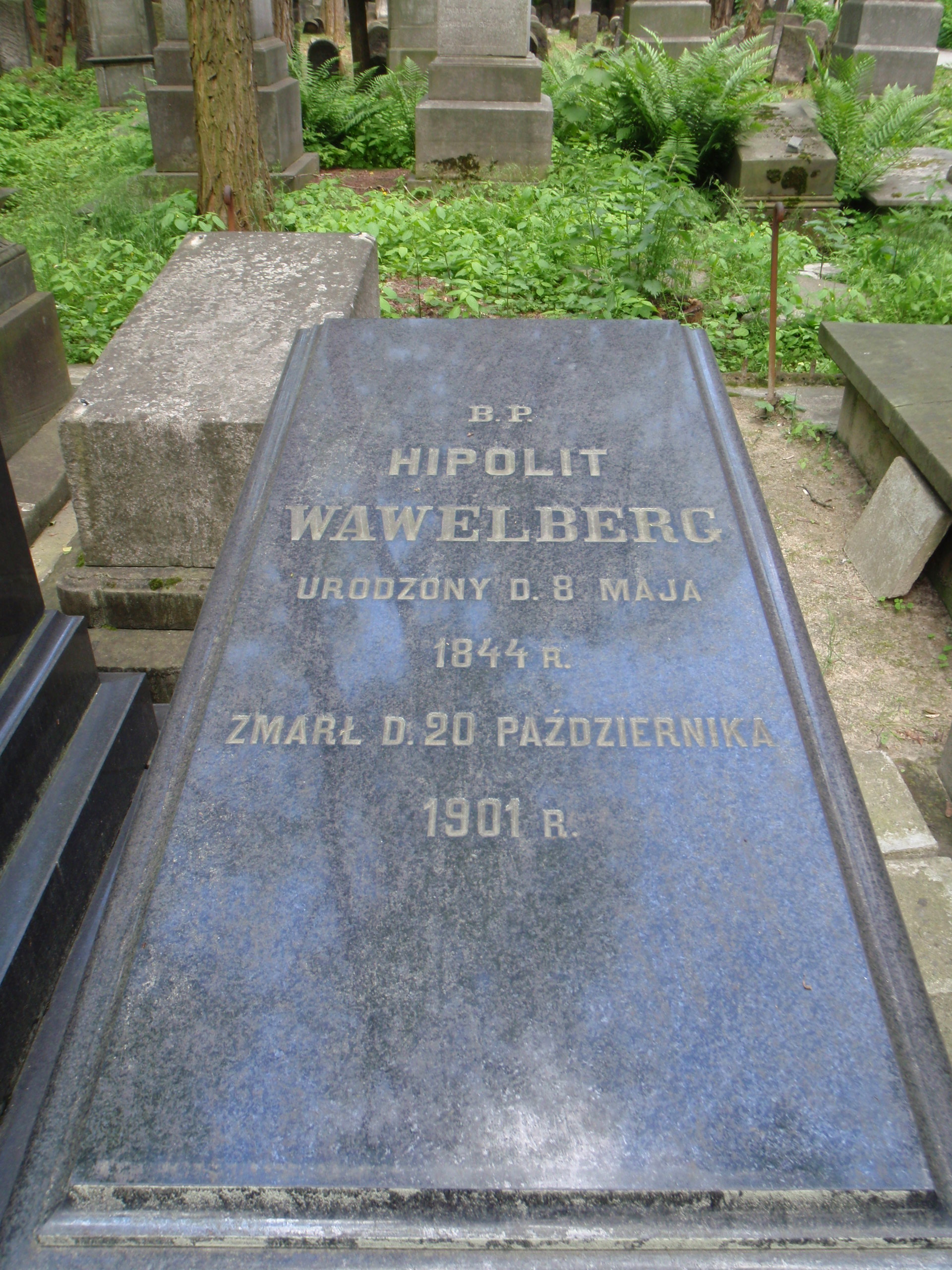
Grób Hipolita Wawelberga...
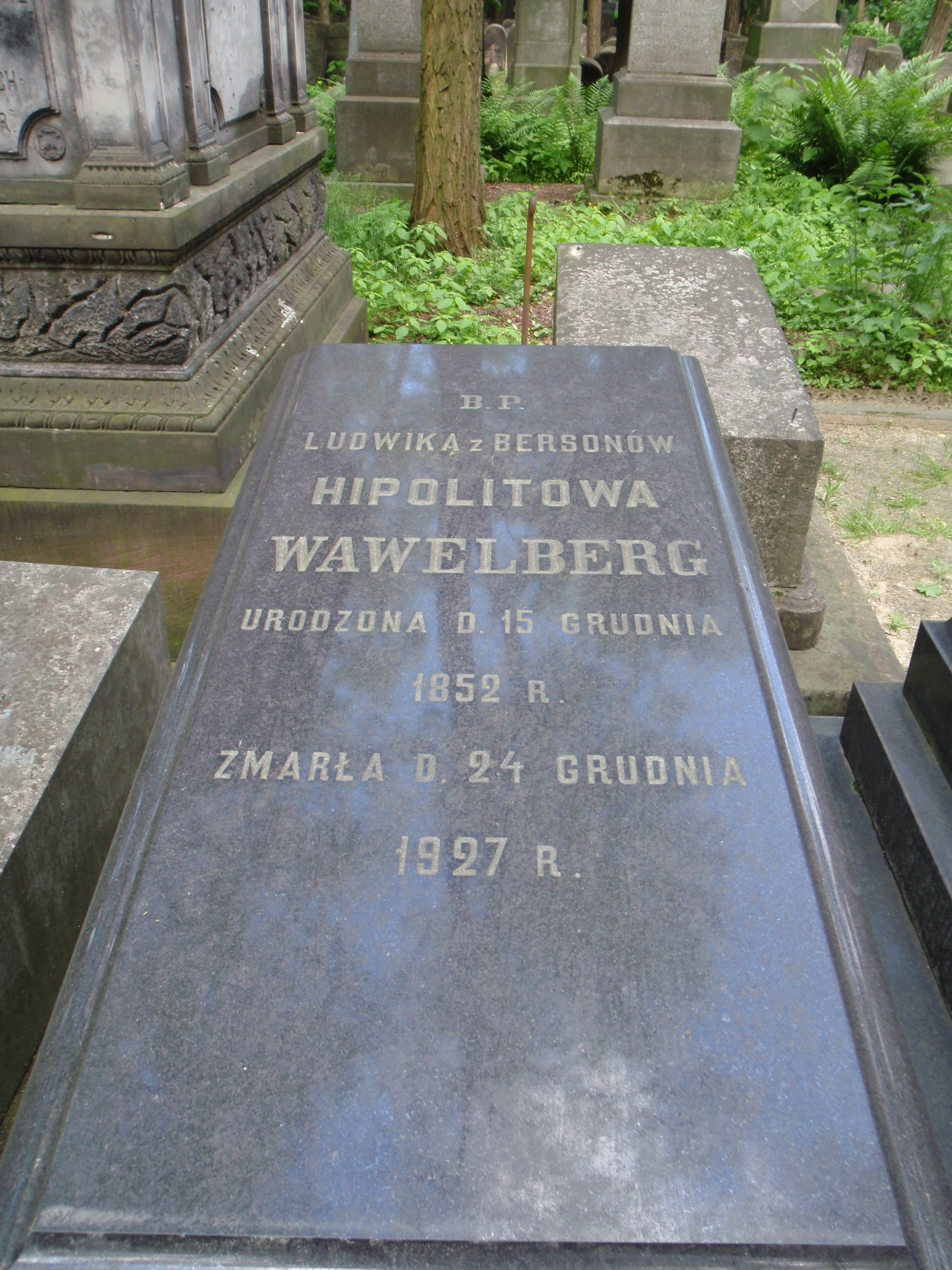
...i jego żony Ludwiki na cmentarzu żydowskim przy ulicy Okopowej w Warszawie